# Cercle de Barouéli
Le cercle de Barouéli est une collectivité territoriale du Mali dans la région de Ségou.
Il compte 11 communes : Barouéli, Boidié, Dougoufié, Gouendo, Kalaké, Konobougou, N’Gassola, Sanando, Somo, Tamani et Tesserla.
Les forêts des communes de Barouéli, Boidié et Tamani sont menacées par la surexploitation du bois.

## Administration
Depuis 2023, le cercle codé en 0403 compte 4 arrondissements, 11 communes et 238 VFQ : villages, fractions et quartiers. 
| Code   | Arrondissement                     |
| ------ | ---------------------------------- |
| 040301 | Arrondissement central de Barouéli |
| 040302 | Arrondissement de Konobougou       |
| 040303 | Arrondissement de Sanando          |
| 040304 | Arrondissement de Tamani           |

| Code     | Commune    | Chef-lieu  | VFQ | Superficie (km2) |
| -------- | ---------- | ---------- | --- | ---------------- |
| 04030101 | Barouéli   | Barouéli   | 42  | 758              |
| 04030102 | Kalaké     | Kalaké     | 25  | 376              |
| 04030201 | Konobougou | Konobougou | 44  | 647              |
| 04030301 | Gouendo    | Gouendo    | 10  | 337              |
| 04030302 | N'Gassola  | N'Gassola  | 6   | 214              |
| 04030303 | Sanando    | Sanando    | 38  | 819              |
| 04030304 | Tésséréla  | Tésséréla  | 11  | 160              |
| 04030401 | Boidié     | Boidié     | 25  | 472              |
| 04030402 | Dougoufié  | Dougoufié  | 10  | 90               |
| 04030403 | Somo       | Somo       | 12  | 101              |
| 04030404 | Tamani     | Tamani     | 15  | 157              |